# General (Slovenska vojska)
General je najvišji generalski čin v Slovenski vojski.. General Slovenske vojske je tako nadrejen generalpodpolkovniku.
V skladu s Natovim standardom STANAG 2116 čin spada v razred OF-9 in velja za štirizvezdni čin.

## Zgodovina
Čin generala Slovenske vojske je bil uveden s reformo činovnega sistema Slovenske vojske leta 2002, ko je bil ukinjen dotedanji najvišji čin generalpolkovnika.. 

## Oznaka
Oznaka čina je sestavljena iz petih, med seboj povezanih ploščic. Na večji je lipov list, obkrožen z oljčnim vencem. Nanjo se povezujejo štiri manjše, ožje ploščice; na teh štirih se nahaja en lipov list.

## Zakonodaja
Generale imenuje minister za obrambo Republike Slovenije na predlog načelnika Generalštaba Slovenske vojske.
Vojaška oseba lahko napreduje v čin generala, »če je s činom generalpodpolkovnika razporejen na dolžnost, za katero se zahteva čin generala ter je to dolžnost opravljal najmanj eno leto s službeno oceno odličen«.

## Seznam nosilcev čina General Slovenske vojske
- General Janez Slapar, načelnik RŠTO leta 1991 med vojno za Slovenijo.

- General Albin Gutman, načelnik GŠSV med 2006 in 2009